# Bicyclus elionas
Bicyclus elionas är en fjärilsart som beskrevs av Aurivillius 1891. Bicyclus elionas ingår i släktet Bicyclus och familjen praktfjärilar. Inga underarter finns listade i Catalogue of Life.